# 柴爾德里斯縣 (德克薩斯州)
柴爾德里斯縣（英語：Childress County）位美國德克薩斯州北部的一個縣，東北鄰奧克拉荷馬州。面積1,848平方公里。根据美國2000年人口普查，共有人口7,688人。縣治柴爾德里斯（Childress）。
成立於1876年8月21日，縣政府於1877年4月11日成立。縣名紀念德克薩斯獨立宣言起草人喬治·坎貝爾·柴爾德里斯。

## 外部連結
- Childress County government's website